# Ng Yi-Sheng
Ng Yi-Sheng (kinesiska förenklat: 吴易盛, traditionellt: 吳易盛, pinyin:  Wú Yì Shèng), född 1980, är en singaporiansk författare och aktivist. Han skriver poesi och manus för teater. Ng Yi-Sheng har bland annat skrivit en uppmärksammad pjäs om Annabel Chong.
Han har studerat vid University of East Anglia och doktorerat vid Nanyang Technological University.